# 京王グリーンサービス
京王グリーンサービス株式会社（けいおうグリーンサービス、英語: Keio Green Service.Co., Ltd.）は、生花店「フラワーショップ京王」(Flower Shop KEIO) を経営する日本の株式会社。京王グループに属する。本社は東京都府中市。
コーポレートスローガンは「花と笑顏とありがとう (A heartful life from one flower & one smile.) 」。

## 概要
1984年5月22日 、京王グリーンサービス株式会社設立。
京王電鉄沿線で、花屋である「フラワーショップ京王」の営業を行うほか、貸植木業や、京王プラザホテルでのホテル装花も手がけている。
2007年4月1日、京王グループ内の事業再編により、京王レクリエーションに吸収合併。生花販売部門「フラワーショップ京王」は京王リテールサービス（現：京王ストア）に吸収分割。
かつては造園業も行っており、西武造園、西武緑化管理、横浜緑地（西武）、東急グリーンシステム、石勝エクステリア（東急）、東武緑地、京成バラ園芸、グリーンアンドアーツ（京成）、京急緑地開発などと同様、関東大手私鉄における鉄道系造園会社の一つでもあった。
また、京王電鉄が運営する植物園「京王フローラルガーデンANGE」の管理業務も行っていたが、のちに管理業務は三井不動産グループの第一園芸に委託されている。

## 店舗
以下の業態の花屋を経営している。現行店舗の詳細については、公式サイト「店舗情報」を参照。
京王百貨店や京王電鉄の駅ビル（ショッピングセンター）、駅ナカ商業施設の京王クラウン街（フレンテ、京王リトナード）といった、京王グループの商業施設に出店している。

### フラワーショップ京王
メインとなる店舗業態。
- 新宿地下店 - 京王百貨店新宿店 地下1階入口横
- 明大前店 - フレンテ明大前 地下1階（井の頭線下りホーム）
- 永福町店 - 京王リトナード永福町 2階（改札階）
- 吉祥寺店 - キラリナ京王吉祥寺 2階
- 八幡山店 - 京王リトナード八幡山 1階
- つつじヶ丘店 - 京王リトナードつつじヶ丘 1階
- 調布店 - トリエ京王調布 1階
- 府中店 - 旧「ぷらりと店」。京王府中SC 2階（改札階）、旧「府中ぷらりと」内
  - 京王府中SCの改装に伴い、2019年8月7日「府中店」としてリニューアルオープン[9]。
  - これに伴い同年8月6日をもって、1階に以前からあった旧「府中店」は統合され閉店[9]。
  - それまでは旧「ぷらりと店」の開店以降、旧「府中店」と2店舗で営業していた。
- 桜ヶ丘東口店 - 駅東口改札隣、京王ストア桜ヶ丘店前
- せいせき店 - 京王聖蹟桜ヶ丘SC 1階、ルパ桜ヶ丘店隣
- 高幡店 - 京王高幡SC 1階
- 北野店 - 京王リトナード北野 1階
- 永山店 - 京王リトナード永山 2階（改札階）
- 京王多摩センターSC店 - 京王多摩センターSC 3階（改札階）
- 橋本店 - 京王クラウン街橋本 2階（改札階）

### フラワーマルシェ
「Flower Marche' ～Produced by Flower Shop KEIO～」として、2店舗を運営している。
- 新宿西口店 - 京王線新宿駅西口改札そば、カレーショップC&C新宿本店向かい
- 笹塚店 - 京王クラウン街笹塚 East

### フローレット
「FLORET」として1店舗を運営。京王線のターミナル駅である新宿駅には、3業態の店舗がすべて揃う。
- 京王百貨店新宿南口店 - 京王百貨店新宿店 1階入口横

### アンジェショップ
- アンジェショップ - 植物園「京王フローラルガーデンANGE」の売店。
  - 京王多摩川駅改札そば。店舗は公道に面しており。植物園に入園しなくても店舗のみ利用できる。

### 閉店した店舗・業態
- ブルーミング明大前店 - 駅改装工事のため休業
- ブルーミング西調布店 - キッチンコート西調布店内
- 京王百貨店新宿店 園芸売場
- 高尾店 - 東京都八王子市初沢町1227[10]（閉店時期不明）
- 府中店（旧）- 京王府中SC 1階、旧「食舞台つづみ」内
  - 京王府中SCの改装により、2019年8月6日をもって閉店、旧「ぷらりと店」（現「府中店」）に統合[9]。

そのほかに2008年頃までは、地上駅時代の調布駅構内で花の販売を行っていた。